# Zonitoschema leleupi
Zonitoschema leleupi is een keversoort uit de familie van oliekevers (Meloidae). De wetenschappelijke naam van de soort is voor het eerst geldig gepubliceerd in 1960 door Kaszab.